# Bruno Colmant
Bruno Marie Léon Nicolas Colmant (Nijvel, 24 juli 1961) is een Belgisch auteur, econoom, bankier en bestuurder.

## Levensloop
Bruno Colmant studeerde handelsingenieur aan de Solvay Business School van de Université libre de Bruxelles, behaalde in 1989 een Master of Science in Industrial Management aan de Purdue-universiteit in de Verenigde Staten, behaalde in 1995 een diploma aan de École Supérieure des Sciences Fiscales en promoveerde in 2000 tot doctor aan de ULB.
Hij werkte achtereenvolgens bij Arthur Andersen, Sofina, Arthur Andersen, L'Intégrale en Dewaay. Van 1996 tot 2006 bekleedde hij verschillende functies bij ING, waaronder CEO van de Luxmeburgse afdeling. Van 2006 tot 2007 was hij kabinetschef van vicepremier en minister van Financiën Didier Reynders (MR). In 2007 ging Colmant aan de slag als CEO van Euronext Brussels. Hij was tevens lid van het beheerscomité van NYSE Euronext. In 2009 ging hij aan de slag als adjunct-CEO van verzekeraar Ageas, waar hij in 2011 academisch adviseur werd. In 2015 werd Colmant lid van het directiecomité van Bank Degroof Petercam. In augustus 2019 volgde hij er Philippe Masset als CEO op. In oktober 2021 volgde Hugo Lasat hem in deze functie op. Colmant bleef tot mei 2022 aan boord en leidde er de private bankingafdeling.
Colmant doceert aan de Université libre de Bruxelles, Vlerick Business School, Université catholique de Louvain, ICHEC Brussels Management School, HEC Liège, de Universiteit Luxemburg de Koninklijke Militaire School en Facultés Saint-Louis. Hij is ook auteur van verschillende boeken over financiën, boekhouding en fiscaliteit.
Sinds 2011 is hij voorzitter van de Belgian Finance Club (sinds 2019 Belgian Finance Center). Hij was van 2011 tot 2015 en is sinds 2022 partner van adviesbureau Roland Berger. Hij is of was ook bestuurder van Unibra, Brussels Enterprises Commerce and Industry (BECI), de Union Wallonne des Entreprises (UWE) en het Forum financier belge en ambassadeur van WWF. Colmant volgde in 2023 Pierre van der Mersch op als voorzitter van de raad van bestuur van de holding Brederode, waar hij reeds bestuurder was. Hij is sinds 2009 ook lid van de Académie royale des sciences, des lettres et des beaux-arts de Belgique en lid van de Centrale Raad voor het Bedrijfsleven.

### Eerbetoon
In 2017 ontving Colmant de Prix du livre politique.
Hij is commandeur in de Leopoldsorde en grootofficier in de Kroonorde.